# Liste der Kreisstraßen im Landkreis Uckermark
Die Liste der Kreisstraßen im Landkreis Uckermark ist eine Auflistung der Kreisstraßen im brandenburgischen Landkreis Uckermark.

## Abkürzungen
- K: Kreisstraße
- L: Landesstraße

## Liste
Die Kreisstraßen behalten die ihnen zugewiesene Nummer nicht bei einem Wechsel in einen anderen Landkreis oder in eine kreisfreie Stadt. Nicht vorhandene bzw. nicht nachgewiesene Kreisstraßen werden in Kursivdruck gekennzeichnet, ebenso Straßen und Straßenabschnitte, die unabhängig vom Grund (Herabstufung zu einer Gemeindestraße oder Höherstufung) keine Kreisstraßen mehr sind. 
Der Straßenverlauf wird in der Regel von Nord nach Süd und von West nach Ost angegeben.
| Nr.    | Verlauf |
| ------ | --- |
| K 7301 | in Neukünkendorf – Gellmersdorf |
| K 7302 | in Dobberzin – Crussow – K 7359 – Stolpe                                                                                             |
| K 7303 | L 284 in Felchow – Schöneberg |
| K 7304 | L 28 in Frauenhagen – Pinnow – |
| K 7305 | in Greiffenberg – Bruchhagen – Welsow – in Kerkow                                                                                    |
| K 7306 | Steinhöfel – L 24 |
| K 7307 | L 273 – Kummerow |
| K 7308 | L 27 – Blumberg – Schönow – L 273 in Jamikow                                                                                         |
| K 7309 | L 27 in Casekow – Luckow – Petershagen – K 7310 – Schönfeld – in Damitzow                                                            |
| K 7310 | K 7309 in Petershagen – L 271 in Hohenreinkendorf                                                                                    |
| K 7311 | – Rosow – Radekow – in Tantow |
| K 7312 | K 7313 in Fredersdorf – Golm – Briest bei Schwedt – Passow –                                                                         |
| K 7313 | in Polßen – K 7312 in Fredersdorf |
| K 7314 | L 242 – Groß Fredenwalde |
| K 7315 | L 251 – Trampe – Wallmow – K 7317 – L 25 – Eickstedt – Wollin – Lützlow – Gramzow – K 7318 (– Abzweig zur ) – Warnitz                |
| K 7316 | L 26 – Wollschow – Woddow – Bagemühl – K 7360 – L 251 in Grünberg                                                                    |
| K 7317 | L 272 in Cremzow – Wendtshof – K 7315 in Wallmow                                                                                     |
| K 7318 | L 24 – Pinnow – K 7321 – Potzlow – K 7320 – Seehausen – Blankenburg – K 7319 – K 7315                                                |
| K 7319 | – Bertikow – K 7318 in Blankenburg                                                                                                   |
| K 7320 | in Prenzlau – Röpersdorf – Zollchow – Strehlow – K 7318 in Potzlow                                                                   |
| K 7321 | – Sternhagen – K 7325– K 7318 in Pinnow                                                                                              |
| K 7322 | Seelübbe – in Bietikow |
| K 7323 | L 25 in Grünow bei Prenzlau – Dreesch                                                                                                |
| K 7324 | L 26 in Prenzlau – Wollenthin – Bündigershof – L 25                                                                                  |
| K 7325 | L 15 in Gollmitz – Kröchlendorff – Beenz – Lindenhagen – K 7321                                                                      |
| K 7326 | L 217 – Herzfelde bei Templin – K 7351 – K 7327 – in Mittenwalde                                                                     |
| K 7327 | L 24 in Wichmannsdorf – Sternthal – K 7326 in Herzfelde bei Templin                                                                  |
| K 7328 | Metzelthin – L 217 in Klosterwalde                                                                                                   |
| K 7329 | L 23 in Densow – Annenwalde – Beutel – Röddelin – L 23 in Templin                                                                    |
| K 7330 | L 23 in Densow – Alt Placht – Gandenitz – K 7357 – L 23                                                                              |
| K 7331 | Warthe – Egarsee – L 217 in Jakobshagen                                                                                              |
| K 7332 | L 152 in Funkenhagen – Thomsdorf – Rosenow – L 152 in Hardenbeck                                                                     |
| K 7333 | L 243 in Buchenhain – Mellenau – L 152                                                                                               |
| K 7334 | L 25 in Güstow – Gollmitz – K 7335 – L 15                                                                                            |
| K 7335 | L 151 in Schönermark – K 7334 in Gollmitz                                                                                            |
| K 7336 | L 253 in Basedow – Klinkow – |
| K 7337 | L 25 – Schapow – K 7338 – Falkenhagen – in Dedelow                                                                                   |
| K 7338 | L 25 in Kraatz – Augustfelde – Rittgarten – K 7337 in Schapow                                                                        |
| K 7339 | L 25 – Wilhelmshayn – Ferdinandshorst – Raakow – L 254 in Arendsee                                                                   |
| K 7340 | in Göritz – Tornow – L 252 in Klockow                                                                                                |
| K 7341 | L 255 in Taschenberg – L 258 in Bandelow                                                                                             |
| K 7342 | L 255 in Fahrenholz – Hetzdorf – Gneisenau – in Schlepkow                                                                            |
| K 7343 | (Mecklenburg-Vorpommern) – Landesgrenze – Wismar – Landesgrenze – (VG 68 im Landkreis Vorpommern-Greifswald, Mecklenburg-Vorpommern) |
| K 7344 | Schenkenberg – L 26 |
| K 7345 | L 27 in Hohenselchow – Groß Pinnow                                                                                                   |
| K 7346 | ((K 6016 im Landkreis Barnim)) – Kreisgrenze – Altkünkendorf – in Angermünde                                                         |
| K 7347 | L 239 – Wolletz |
| K 7348 | in Hammelspring – Storkow bei Templin – Grunewald bei Templin – Kreisgrenze – (K 6519 im Landkreis Oberhavel)                        |
| K 7349 | L 100 in Milmersdorf – Groß Kölpin – Friedenfelde – L 242                                                                            |
| K 7350 | in Mittenwalde – Herrenstein – L 24 in Gerswalde                                                                                     |
| K 7351 | K 7326 in Herzfelde bei Templin – |
| K 7352 | L 217 in Klosterwalde – |
| K 7354 | L 100 in Gollin – Kreisgrenze – (K 6003 im Landkreis Barnim)                                                                         |
| K 7357 | Gandenitz Nord – K 7330 in Gandenitz                                                                                                 |
| K 7358 | – Friedrichsthal |
| K 7359 | – K 7302 in Crussow |
| K 7360 | K 7316 in Bagemühl – Landesgrenze – (VG 85 im Landkreis Vorpommern-Greifswald, Mecklenburg-Vorpommern)                               |